# Amphidromus cognatus
Amphidromus cognatus é uma espécie de gastrópode  da família Camaenidae.
É endémica da Austrália.